# Камсак
Камса́к (рос. Камсак) — село у складі Домбаровського району Оренбурзької області, Росія.

## Населення
Населення — 289 осіб (2010; 290 у 2002).
Національний склад (станом на 2002 рік):
- казахи — 56 %